# Lycée Saint-Sernin
Lycée Saint-Sernin také označované jednoduše jako Saint-Sernin, je veřejné lyceum, které se nachází na adrese 3 place Saint-Sernin, v centru města Toulouse, před bazilikou svatého Saturnina z Toulouse. Střední škola má kolem 1800 studentů, od střední školy po Classe préparatoire aux grandes écoles.
Škola je rovněž evidována jako historická památka pro některé ze svých budov zděděných z Hôtel Dubarry z 18. století a bývalého benediktinského kláštera z 19. století. Nadcházející renovační práce umožní tyto objekty sanovat a případně odkrýt pozůstatky středověku.

## Slavní absolventi
- Germaine Chaumel, francouzská fotografka, zpěvačka, pianistka, kloboučnice a ilustrátorka